# فیری فلیت‌وینگ
فیری فلیت‌وینگ (به انگلیسی: Fairey_Fleetwing) یک هواگرد ملخ‌پیشین تک‌موتوره از نوع شناسایی ساخت شرکت Fairey Aviation Company است. هواگرد فیری فلیت‌وینگ نخستین پروازش را در ۱۶ مه ۱۹۲۹ میلادی انجام داد. در مجموع، تعداد ۱ فروند از این هواگرد ساخته شده‌است.
طراح این هواگرد، Marcel Lobelle بود.